# Ledipasvir
Ledipasvir (anteriormente GS-5885) é um fármaco para o tratamento da hepatite C. Desenvolvido pela Gilead Sciences, após ter completado os ensaios clínicos em fevereiro de 2014, a farmacêutica submeteu para aprovação nos Estados Unidos uma combinação em dose fixa destinada ao tratamento de casos de hepatite C do genótipo 1. A combinação ledispavir/sofosbuvir é um agente antiviral direto que interfere com a replicação do vírus da hepatite C e pode ser usada para o tratamento de paciente com os genótipos 1a ou 1b sem interferão pegilado ou ribavirina. Em outubro de 2014, a Food and Drug Administration aprovou uma combinação de ledipasvir 90mg/sofosbuvir 400g denominada Harvoni.

## Controvérsia sobre o preço
Da mesma forma que o sofosbuvir, o custo do Harvoni tem sido um tópico controverso. O medicamento custa 1125 dólares por comprimido, o que corresponde a 94 000 dólares por tratamento ao longo de oito semanas, 94 000 dólares ao longo de doze semanas ou 189 000 dólares ao longo de 24 semanas. A farmacêutica Gilead justifica este custo com o facto de ser inferior ao custo de tratar a hepatite C com transplantes de fígado ou aos tratamento temporário de doenças hepáticas.